# George Dallas
George Mifflin Dallas (ur. 10 lipca 1792 w Filadelfii, zm. 31 grudnia 1864 tamże) – amerykański senator stanu Pensylwania; 11. wiceprezydent Stanów Zjednoczonych za prezydentury Jamesa Polka.